# Al Bianchi
Alfred A. Bianchi, detto Al (Long Island, 26 marzo 1932 – Phoenix, 28 ottobre 2019), è stato un cestista, allenatore di pallacanestro e dirigente sportivo statunitense, professionista nella NBA e nella ABA.

## Carriera
Venne selezionato dai Minneapolis Lakers al secondo giro del Draft NBA 1954 (15ª scelta assoluta).

## Palmarès

### Allenatore
- ABA Coach of the Year Award (1971)
- ABA All-Star Game head coaches (1971)